# Româna liturgică
Româna liturgică (româna bisericească) este limba română folosită în vechile cărți de cult ale Bisericii creștine din Țările Române.

## Perioada premergătoare
Sinodul de la Constantinopol din anul 1759 recunoștea drept limbă liturgică sacră doar greaca veche. Același lucru se întâmpla și în spațiul slav, acolo unde rugăciunea era făcută în slava Sfinților Chiril și Metodiu. Inițial, bulgarii și slavii de sud aveau limba greacă ca limbă oficială și abia după introducerea alfabetului chirilic și după creștinarea slavilor, slava veche s-a dezvoltat Țările Române, aflate la granița celor două mari tradiții, au oscilat în folosirea limbii liturgice. Odată cu introducerea paleoslavei în Cancelaria Domnească și în actele oficiale, această limbă a ajuns și limbă liturgică. Primele cărți caligrafiate, apoi tipărite, au fost în slavonă.
Având în vedere această realitate, mitropolitul Antim Ivireanul scria următoarele în prefața unei cărți:
„românii noștri în biserică stau ca boii, neînțelegând ce se citește și ce se cântă și ies din biserică fără nici un folos, am hotărât a preface cărțile din limba slavonească și grecească în limba noastră proastă românească, dar a noastră și a le da la lumină!“.

## Istoric

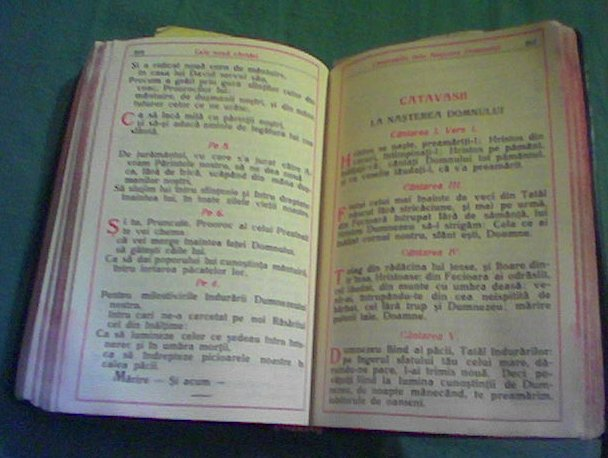
Pagină din Orologhion

După creștinarea românilor, se pare că bisericile locale foloseau o ramură a familiei riturilor hispano-galice. Din aceeași familie de rituri fac parte riturile vizigotic de la Toledo, ambrozian de la Milano, galic din Franța.
Acest lucru nu este dovedit, ci este doar o presupunere, dar până la ora actuală una dintre puținele posibilități. Argumentul în favoarea acestei teze ar fi elementele liturgice românești, care n-au de-a face nici cu ritul bizantin grec ori slav, nici cu ritul latin, dar care sunt comune tuturor riturilor hispano-galice. Folcloriștii Maurice Delbouille și Auguste Doutrepont au scos la lumină o serie de colinde și viflaemuri valone foarte asemănătoare colindelor românești. În plus, o mare parte a colindelor românești sunt glose populare ale anaforalelor galice.
Cuvintele liturgice de bază din limba română vin din limba latină liturgică a ritului galic, și nu din limba latină a ritului latin. Astfel avem de-a face cu cuvinte de genul:
- biserică, cf reto-romană "baselgia"; în același timp românei și reto-romanei le lipsește termenul ecclesia din alte limbi;
- crijmă, atestat de arhimandritul Teodosie Bonteanu, însemnând scutec pentru botez; din latină de la chrisma, însemnând sfântul mir;
- a se cumineca, ca în reto-romană "cuminecar";
- a învia, înviere, ca în valonă "raviker", "ravicaedje".
- păresimi, din latină, de la Quadragesima;
- vespearină, însemnând vecernie, atestat la 1901 de către Dr Badea Cireșanu; din latină, de la vespera, etc.

Pe la 990, ritul local (presupus galic) a fost înlăturat, și a fost introdus ritul bizantin de tipic și limbă slavă veche. Acest lucru înseamnă că pe de o parte anumiți termeni se păstrează în popor, iar pe de altă parte aceste cuvinte nu se vor mai folosi în liturgică, timp de câteva secole.
Datorită limbii liturgice slave, mulți termeni slavi vor intra în limba liturgică, în timp ce termenii romani - probabil galici - din popor se pierd încet, cu trecerea timpului.
Diaconul Coresi a tradus și tipărit românește câteva cărți liturgice, precum Liturghierul (1570), Psaltirea (1570, 1577), însă acestea nu aveau dreptul de a fi folosite în cult. Îndeosebi psaltirea sa slavo-română ajuta citeții să înțeleagă sensul cuvintelor pe care le recitau în slavonă. Totuși, în a doua parte a vieții, Coresi a publicat la Brașov anumite cărți de învățătură în limba română.
La 24 aprilie 1646, episcopii de la Muncaci și Ujgorod se unesc cu Roma. După părerea unor istorici români, cei doi episcopi pierdeau enoriași, care deveneau luterani, deoarece parohiile luterane aveau slujbele în limba maternă, și nu într-o limbă necunoscută. Astfel, cei doi episcopi voiau introducerea limbilor materne - română și ucraineană - în cult. Conform dorinței Romei, Bisericile răsăritene care intrau în părtășie desăvârșită cu papa Romei, puteau folosi propria limbă liturgică. Cu toate că unii istorici contestă faptul că acest privilegiu ar fi fost scopul acelei uniri, totuși ea a permis eparhiei Muncaciului să introducă limba română în cult.
În 1675, mitropolitul ortodox al Ardealului, Sava Branković, convoacă un sinod local, în care afirmă că limba română nu poate fi folosită în cult, pentru că nu ar fi avut un lexic suficient de bogat.
La sfârșitul secolului respectiv și începutul următorului, când în Ardeal o parte din românii ortodocși au devenit greco-catolici, s-a introdus limba română în cult. Acest lucru se va întâmpla și în majoritatea parohiilor ortodoxe, cu o jumătate de veac mai târziu.

## Terminologie
Totuși, dat fiind faptul că Ardealul a fost primul în care s-au săvârșit slujbele în limba română, aici s-a oprit pierderea termenilor vechi romani și înlocuirea lor cu termeni slavi. Din această cauză, Liturghierul ortodox din 1950, tipărit de patriarhul Iustinian Marina, are uneori termenii slavi, urmați între paranteze de termenii romani.
Iată o listă cu termeni diferiți. Cei din stânga semnului egal sunt fie de origine străbună, fie împrumutați din limbile vecine geografic, și se folosesc mai cu seamă în Ardeal. Cei din dreapta sunt de origine slavă și se folosesc în Vechiul Regat mai cu seamă. Cei ce sunt liturgici în sens strict sunt marcați în caractere aldine.
- acoperământ = procovăț
- altar = jertfelnic
- alunga = goni
- asupri = prigoni
- asuprire = năvălire
- binecuvânta = blagoslovi
- ceată = cin
- cerbice = grumaz
- cumândă = pomană
- cumineca = împărtăși, pricestui
- cuminecătură = împărtășanie
- cuprinde = împila
- dezlegare = otpust
- după-cinar = pavecerniță
- împlini = săvârși
- împresura = obijdui
- îndurare = milostivire
- înserat = vecernie

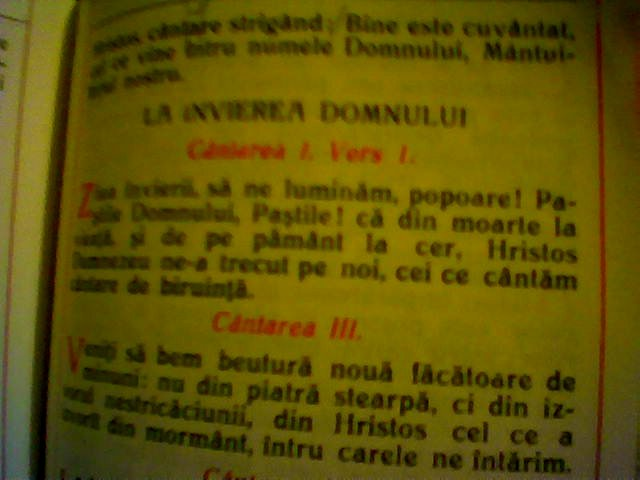
Pagină din Orologhion. Catavasiile Paștilor.

- luminătoare, luminăndă = svetilnă
- laude = hvalite
- martor; martir = mucenic
- mări, mărire = slavă, slăvi
- mâneca = a se scula foarte de dimineață
- mânecat = utrenie
- mântui, mântuire = izbăvi, izbăvire
- miezo[a]ră = mijloceas
- necaz = scârbă
- nevoință = osârdie
- o[a]ră = ceas
- orologhion = ceaslov, polustav
- patrafir = epitrahil
- pănură = felon
- răutate, răutăcios = pizmă, pizmaș
- răscumpărător = izbăvitor
- sărac = ticălos
- scăpa, scăpare = izbăvi, izbăvire
- serv = rob
- totdeauna = pururea
- viers = glas
- vistierie = comoară etc.

Există de asemenea mari diferențe onomastice, prezente atât în calendare și sinaxare, dar și în numele monahale:
- Ahaciu (Acațiu) = Acachie
- Blaj (Blasiu) = Vlasie
- Laurențiu = Lavrentie
- Sergiu = Serghie
- Vicențiu (Vincențiu) = Vichentie etc.

Într-un articol intitulat Limba liturgică - O hotărîre care poate fi un nou obstacol în calea unirii bisericilor, semnată de un anume A. C. Albinus, în „foaia bisericească-politică” Unirea, Anul XXXVII Numărul 14, apărută sâmbătă 2 aprilie 1927 la Blaj, autorul relatează:
Pornesc dintr’un caz concret. Consistorul unei eparhii unite a denegat aprobarea unei cărți de rugăciuni, fiindcă textul liturgic s'a scris după „Dumnezeeșlile liturghii“ tipărite cu tiparul Seminarului din Blaj, în 1807, și nu după ultima ediție a Liturgierului, din 1905. În urmare, s'a cerut înlocuirea cuvintelor: vreme, ceas, rob, rod, preacinstitul, vrăjmașul, protivnicul, cinste, milostiv, se cade, milă, gând, dragoste, biruință, glas etc., cu: timp, oră, serv, fruct, preaonoratul, inimicul, contrarul, onoare, îndurat, se cuvine, îndurare, cuget, iubire, învingere, vers etc.